# Фердман Давид Лазарович
Дави́д Ла́зарович Фе́рдман (25 січня 1902 (7 січня 1903), Тереспіль — 11 січня 1970, Київ) — український радянський біохімік, професор, доктор біологічних наук (1935), член-кореспондент АН УРСР (з 22 лютого 1939 року), член-кореспондент АН СРСР (з 1946 року).

## Біографія
Народився 25 грудня 1902 року в місті Тересполі (тепер Люблінського воєводства Польщі).
У 1925 році закінчив Харківський інститут народної освіти. Навчався в аспірантурі (1925—1928), працював науковим співробітником (1928—1932) Українського біохімічного інституту Народного Комісаріату освіти УРСР.
Виконуючий обов'язки завідувача (1932—1938) та завідувач кафедри біохімії (1938—1943) Харківського медичного інституту (з 1933 року — професор).
Завідувач лабораторії з виготовлення лікарських і вітамінних препаратів в Оренбурзі (1941—1943), завідувач відділу біохімії м'язів (1943—1970), заступник директора з наукової роботи (1943—1957) Інституту біохімії АН УРСР. Одночасно працював професором (1944—1954), завідувачем (1954—1960) та викладачем (1960—1970) кафедри біохімії в Київському державному університеті.

Могила Давида Фердмана

Помер на 68-му році життя 11 січня 1970 року в Києві. Похований на Байковому кладовищі.

## Наукова діяльність
Автор понад 150 наукових праць. Праці присвячені вивченню біохімічних процесів у м'язах, зокрема обміну фосфорних сполук, їх ролі у хімізмі м'язової діяльності, метаболізму азотистих речовин і аміаку в м'язах тварин, дослідженню процесів обміну речовин у скелетних і серцевих м'язах при різних функціональних станах та при порушеннях функції м'язів.
Д. Л. Фердман одним із перших розпочав використовувати радіоактивні ізотопи для дослідження процесів обміну речовин, виявив глутамін у тканинах тварин (1942), а не лише в їх крові та визначив його роль у обміні. Розробив методику отримання монокальцієвої солі аденозитрифосфорної кислоти (АТФ), дослідив її лікувальну дію при дистрофії та різних формах атрофії м'язів та запатентував свій винахід (1954).
Виявив глутамін в тканинах тварин, його роль в обміні речовин.
Науковець був заступником головного редактора «Українського біохімічного журналу» (1944—1970), членом президії Центральної ради Українського біохімічного товариства, заступником голови Наукової ради АН СРСР з проблеми «Біохімія тварин і людини».
Серед учнів Давида Фердмана — доктори наук Руфіна Виноградова, Микола Кучеренко, Борис Цудзевич тощо.

### Серед праць:
- «Биохимия фосфорных соединений», К., 1935;
- «Обмен фосфорных соединений», М. — Л., 1940;
- "Глютамин в тканях животного организма, Биохимия, 1942;
- «Биохимия заболеваний мышц», 1952;
- «Биохимия заболеваний мышц», К., 1953;
- «Практикум по биологической химии» (совм. с Сопиным Е. Ф.; 1957);
- «Биохимия» (1966);
- «Биохимия», 3 изд., М., 1966.

## Нагороди
Нагороджений орденом Леніна, медалями.